# Häuptling Abendwind oder Das gräuliche Festmahl
Häuptling Abendwind oder Das gräuliche Festmahl ist eine indianische Faschingsburleske in einem Akt von Johann Nestroy, die auch als Operette bezeichnet wird. Sie wurde am 1. Februar 1862 im Treumann-Theater (heute: Theater am Franz-Josefs-Kai) in Wien uraufgeführt.

## Inhalt
Der verwitwete Häuptling Abendwind verkündet seinen Untertanen, dass er noch heute Biberhahn den Heftigen, Häuptling der benachbarten Insel Papatutu, zu einem Arbeitsbesuch erwarte. Weil das Treffen mit einem Festmahl enden soll, befiehlt er seinem Koch Ho-Gu, nach einem Fremden Ausschau zu halten, der einen geeigneten Braten abgebe:

„Is einer zäh, muß er gebeitzt werd'n; wennst ein'n Aufgeblasenen erwisch'st, die sind nur zu vertragen, wenn s' in a rechte Soß kommen; und Spicken, ordentlich Spicken is bey alle Naturen gut, weil es Alle feiner und milder macht. (1ste Scene)“

Die Häuptlingstochter Atala entdeckt plötzlich einen Fremden, der Schiffbruch erlitten und sich auf die Insel gerettet hat. Es ist Artur, der im fernen Europa Friseur war. Die beiden sind sich auf Anhieb sympathisch, Artur erzählt Atala seine Lebensgeschichte und zeigt ihr eine Uhr, die ihm hier in der Südsee das Geheimnis seiner Abstammung verraten solle. Atala rät ihm, sich lieber zu verstecken, andernfalls drohe ihm Schlimmes. Aber Artur begrüßt trotzdem den Häuptling, und sofort begutachtet Abendwind den Fremdling und überlegt mit Ho-Gu, wie das überraschend angespülte Festmahl wohl am besten munden dürfte:

„Und hauptsächlich Beefsteak's! – Schau dir'n an, den Jüngling, ob der nicht prächtige Beefsteak's verspricht! (6te Scene)“

Artur geht mit Ho-Gu ab, da er glaubt, der Koch wolle für ihn ein Festmahl bereiten. Unterdessen kommt der Häuptling der Papatutu mit großem Gefolge. Nach dem Austausch der üblichen Höflichkeitsfloskeln wird das Festmahl serviert. Während des Essens erzählt Biberhahn von seinem Sohn, den er vor vielen Jahren in das ferne Paris habe bringen lassen, damit er dort etwas Anständiges lerne. Nun sei er sicher schon per Schiff auf dem Weg in die Heimat, und dann solle er um die Hand von Abendwinds Tochter anhalten. Plötzlich erklingt aus Biberhahns Bauch das Schlagwerk der „Familienuhr“, und Abendwind gesteht, Artur sei das Festmahl gewesen:

„Man kann wohl nie wissen, was aus die Kinder wird – (10te Scene)“

Da Biberhahn sogleich seine Krieger zu einem Rachefeldzug aufruft, sieht Abendwind den letzten Ausweg darin, den heiligen weißen Bären um Rat zu bitten. Aber der Bärenhaut entsteigt Artur, der den Koch mit einer neuen Frisur bestochen hatte, statt seiner das Tier zu schlachten. Nachdem dieses so delikat gemundet hat, entschließt sich Abendwind, fortan nur noch Bärenfleisch zu essen. Die beiden Häuptlinge gestehen einander ein, dass sie einst jeweils die Ehefrau des anderen verspeist hätten. Sie versöhnen sich jedoch feierlich und geben die Verlobung ihrer Kinder bekannt. Artur spricht vor seinem Schluss-Couplet noch an alle Anwesenden:

„Dann jubelt, ihr Völker der Inseln! nach meinem künftigen Residenz Wigwam führ' ich sie heim, die schöne Wilde als Braut! (13te Scene)“

## Werkgeschichte
Häuptling Abendwind ist das letzte Stück, das Nestroy für die Bühne schrieb. Als Vorlage diente ihm der Einakter Vent du Soir ou L’horrible festin, Operette à Spectacle en un acte (Abendwind oder Das gräuliche Festmahl) von Jacques Offenbach, Libretto von Philippe Gille und Léon Battu. Diese Operette wurde am 16. Mai 1857 im Pariser Théâtre des Bouffes-Parisiens uraufgeführt und war anlässlich eines längeren Gastspieles des Offenbach-Ensembles in Wien am 22. Juni und am 6. Juli 1861 im Theater am Franz-Josefs-Kai zu sehen.
Der Theaterzettel von Nestroys Werk trug den Vermerk „frei nach dem Französischen“. Nestroy folgte der Vorlage Szene für Szene, auch Offenbachs Melodien zu dieser Operette behielt er für seine Couplets und Ensembleszenen bei. Deshalb wird das Stück auch hin und wieder als „Operette“ bezeichnet.
Über die Entstehungsgeschichte ist wenig bekannt, in einem Brief an Karl Treumann vom August 1861 schrieb Nestroy: „Mittlerweile beginne ich schon mit der Bearbeitung des ‚Vent du soir‘.“ Zensurakten gibt es vom 4. November 1861, sowie vom 2. Februar 1862.
Die Charaktere der Figuren hat er ebenfalls nahezu unverändert übernommen, mit Ausnahme der Häuptlingstochter Atala, deren überzogene Komik-Attitüde im Stile der Naturforscherin Lady Gurli aus Achim von Arnims Die Ehenschmiede er milderte. Der Gegensatz zwischen den Häuptlingen Abendwind und Biberhahn (im Original Vent du Soir und Lapin Courageux) wurde stärker betont. Die konventionelle Eleganz der Sprache des Originals hat Nestroy wie immer bei seinen Bearbeitungen französischer Stoffe ausdrucksvoller, wienerisch-typischer, vor allem aber ironischer gestaltet. Die satirischen Anspielungen auf Zeitgenössisches sind allein seine Idee, sie kommen im Libretto der Operette nicht vor.
Nestroy spielte den Abendwind, Alois Grois den Biberhahn, Karl Treumann den Artur. Nach einem noch vorhandenen Theaterzettel wurden nur an einem einzigen Abend (am 4. Februar 1862) sowohl Häuptling Abendwind als auch Nestroys Posse Umsonst! zusammen im Treumann-Theater aufgeführt. Das Stück dazwischen war das Singspiel Hochzeit bei Laternenschein von Karl Treumann, mit Melodien von Jacques Offenbach.
Das Stück wurde nochmals am 2., 3., 4. und 7. Februar 1862 gespielt, dann wurde es abgesetzt und geriet völlig in Vergessenheit. Erst der Literaturhistoriker Karl Glossy erwähnte es nach 50 Jahren, am 26. Mai 1912, in der Neuen Freien Presse wieder. Am 22. Februar 1914 präsentierte er mit großem Erfolg Häuptling Abendwind bei einer Nachmittagsaufführung im Presseclub Concordia; Gustav Maran spielte den Abendwind, Richard Waldemar den Biberhahn und die beliebte Schauspielerin Mizzi Zwerenz die Atala.
Ein Originalmanuskript Nestroys mit Vorzensur-Anmerkungen ist in der Handschriftensammlung der Wienbibliothek im Rathaus erhalten; einige Notizen zum Werk stehen auf einem Umschlagbogen von Zeitvertreib.

## Zeitgenössische Rezeptionen
Der Schauspieler Nestroy wurde von Publikum zwar gefeiert, das Stück von der Kritik aber eher unfreundlich aufgenommen, der satirische Gehalt des Stückes blieb fast immer unerwähnt, er war offenkundig nicht erkannt worden.
Der Wanderer vom 2. Februar 1862 (Nr. 27, Morgenblatt) übte scharfe Kritik:

„Selbst der Karneval, an dem mit Maskenfreiheit auch sonst die lockerste Freizügigkeit herrscht, rechtfertigt nicht einen solchen Nonsens; und man braucht ihn nicht erst aus der Fremde zu verschreiben, die Heimat hätte ihn ebenso geistlos auftreiben können. […] Sein [Nestroys] und das Spiel des mitwirkenden Frln. Weinberger und der HH. Grois und Treumann konnten diesen Schwank nicht retten, in dem ein ‚Wilder‘ seinen Sohn verspeist zu haben meint.“

In der Theaterzeitschrift Zwischenakt vom selben Tage (Nr. 33) wurde die geringe Wirkung gerade auf die unzulänglichen Stimmmittel der im Wanderer gelobten Schauspieler zurückgeführt:

„Alle Achtung vor unserem Nestroy und Grois, aber als Opernsänger sind sie nicht am Platze. Über Frl. Weinberger als ‚Atala‘ schließen wir uns der Ansicht ihres Vaters, des Häuptling Abendwind an, der zu ihr sagt: Ich bemerke Vieles an dir, was mir nicht gefällt!“

Wohlwollender äußerte sich ebenfalls an diesem Tag die Constitutionelle Oesterreichische Zeitung:

„Weder dem Bearbeiter noch den Mitwirkenden dürfte die Schuld beigemessen werden, wohl aber dem Umstand, daß das Publikum sich oft manches verblümt in fremder Sprache eher gefallen läßt, als in der eigenen. Beifall erhielten einige witzige Anspielungen Nestroy's. – Die Vorstellung wurde von Sr. Majestät dem Kaiser, dem Großherzog von Toscana, den Erzherzogen Franz Carl und Carl Ludwig beehrt.“

Die Vorstadt-Zeitung (2. Februar, 8. Jg., Nr. 32) stellte fest, auch Nestroy sei es nicht gelungen, aus der schwachen Offenbachschen Vorlage etwas besseres herauszuholen. Der Humorist von Moritz Gottlieb Saphir schrieb am 8. Februar (Nr. 6), die Handlung sei zu abgeschmackt und wäre deshalb nur zu einem succes d'estime (Achtungserfolg [für Nestroy]) geworden.

## Spätere Interpretationen
Franz H. Mautner vermerkt, dass Nestroy unter dem Mantel einer Indianischen Faschings-Burleske den ihm verhassten, stets mehr und mehr wachsenden Nationalismus, die langatmigen Konferenzen der letzten zwölf Jahre seiner Zeit und den heuchlerischen Stolz auf die Zivilisation in diesem Werk satirisch präsentiere. Chateaubriands (1768–1848) Naturkind Atala in Nestroys parodistischer Spiegelung sei dabei eine rein dekorative Zugabe. Der „gemütliche“ Spießbürger Gundlhuber aus Eine Wohnung ist zu vermiethen in der Stadt werde hier in der Gestalt des gerissenen Menschenfressers Abendwind neuerlich präsentiert, das Palaver der beiden Häuptlinge karikiere den konventionell-verbindlichen Ton der Diplomaten-Tischgespräche. Schon nach fünf Vorstellungen sei das Stück abgesetzt worden, denn das Publikum habe die Satire entweder nicht verstanden, oder den schwarzen Humor, den der Dichter schon in Höllenangst angedeutet habe, unappetitlich gefunden.
Helmut Ahrens stellt fest, dass Nestroy dieses Stück zwar als Bearbeitung ausgegeben habe, es sei jedoch ein eigenes, reifes Werk geworden. Obwohl er sich so eng an Texte und Melodien der Vorlage gehalten habe, sei dennoch seine Originalität in den Dialogen sichtbar. „Die Ironie feiert Triumphe, wenn Wilde Kommentare geben, die auf die Zivilisation gemünzt sind.“ (Zitat) Auch dem Kolonialisationsstreben verpasse er – vor allem mit Blick auf Frankreich – eine herbe Abfuhr, obwohl oder gerade weil damals auch in Österreich Stimmen laut wurden, ebenfalls überseeische Gebiete zu okkupieren. Der Witz, der Hintersinn werde leider nur von ganz wenigen verstanden, denn dass die Parabel von den Menschenfressern eigentlich auf die Europäer gemünzt ist, gehe im Trubel des Komödienallerleis dieses Abends unter. Zwar werde Nestroy als Schauspieler bejubelt, die tiefere Bedeutung werde jedoch überhört, wenn er als Abendwind doppeldeutig formuliert:
„Mein Gott, man will ja eh nix, als daß man seine paar Bananen und sein Stückel G'fangenen in Ruh' verzehren kann.“ (Siebente Szene)
Rio Preisner lobt Nestroys gelungene Tarnung des Politischen, denn das Stück sei in Wahrheit „eine politische Posse gegen Nationalismus und viktorianischen Zivilisationstaumel“.
Otto Basil präzisiert dies noch, indem er feststellt, das Werk sei „im Gewand der Buffonerie [Albernheit, komisch-übertriebenes Spiel] eine parodistische Polemik gegen den Kolonialimperialismus der europäischen Großmächte, mit Ausschluß Österreich-Ungarns.“
1963 inszenierte Gustav Manker das Stück am Wiener Volkstheater mit Fritz Muliar (Abendwind), Kurt Sowinetz (Arthur) und Hilde Sochor (Attala).
2019 inszenierte Christoph Marthaler am Hamburger Schauspielhaus das Stück mit Josef Ostendorff (Abendwind), Ueli Jäggi und Sasha Rau.

## Bearbeitungen
Im Januar 2015 brachte das Theater Dortmund Häuptling Abendwind und Die Kassierer: Eine Punk-Operette frei nach Nestroy heraus. Die musikalische Leitung lag in den Händen der Punkband Die Kassierer.
Beim Brandenburger Klostersommer führte das event-theater in Brandenburg an der Havel im August 2017 das Stück in 6 Vorstellungen auf.
Yasmin Hafedh auch bekannt als Rapperin Yasmo adaptierte 2024 das Stück für das Wiener Rabenhof Theater.

## Text
- Text auf nestroy.at: Häuptling Abendwind oder Das gräuliche Festmahl (abgerufen am 15. Februar 2025).
- Häuptling Abendwind oder Das gräuliche Festmahl im Projekt Gutenberg-DE